# Anatemnus oswaldi
Espèce
Synonymes
- Chelifer oswaldi Tullgren, 1907

Anatemnus oswaldi est une espèce de pseudoscorpions de la famille des Atemnidae.

## Distribution
Cette espèce est endémique de Madagascar.

## Publication originale
- Tullgren, 1907 : Zur Kenntnis aussereuropäischer Chelonethiden des Naturhistorischen Museums in Hamburg. Mitteilungen aus dem Naturhistorischen Museum in Hamburg, vol. 24, p. 21-75 (texte intégral).